# فیلیپ آن
فیلیپ آن (انگلیسی: Philip Ahn؛ ۲۹ مارس ۱۹۰۵ – ۲۸ فوریهٔ ۱۹۷۸) هنرپیشه اهل ایالات متحده آمریکا بود. از فیلم‌های وی می‌توان به خون بر خورشید اشاره نمود.